# Стубичка битка
Стубичка битка била је одлучујући сукоб у оквиру хрватскословеначке сељачке буне 1573.

## Увод
После пораза сељачке војске под Илијом Грегорићем код Кршког 5. фебруара и Шенпетром, под Куншперком 8. фебруара, те кметова Илије Пасанца код Керестинца 6. фебруара, главнина хрватске сељачке војске од око 6.000 кметова) окупила се на пољу између Стубичких Топлица и Доње Стубице.

## Битка
Побуњеним кметовима су руководиле врховне устаничке вође Матија Губец, Илија Пасанец и Иван Могаић. Наоружани претежно косама, секирама, вилама и срповима кметови су се 9. фебруара пуна 4 сата успешно одупирали нападима увежбане и ватреним оружјем снабдевене племићке војске (око 5.000 пешака и коњаника у оклопу) под заповедништвом врховног капетана краљевине Хрватске, подбана Гашпара Алапића.
У бици је погинуо Могаић, а Губец и Пасанац су заробљени и касније свирепо убијени на Марковом тргу у Загребу 15. фебруара 1573. године.

## Последице
У овом сукобу и каснијим репресалијама побијено је око 3.000 кметова.